# Alagoa Grande
Pour les articles homonymes, voir Alagoa.
Alagoa Grande est une ville brésilienne de l'est de l'État de la Paraíba.
Sa population était estimée à 27 432 habitants en 2007. La municipalité s'étend sur 332 km2.

## Personnalités liée à la commune
Margarida Maria Alves (1933 - 1983), syndicaliste est née et morte assassinée dans la commune.